# Kształtowanie się granic II Rzeczypospolitej
Niektóre z zamieszczonych tu informacji wymagają weryfikacji.
Dokładniejsze informacje o tym, co należy poprawić, być może znajdują się w dyskusji tego artykułu.
 Po wyeliminowaniu niedoskonałości należy usunąć szablon {{Dopracować}} z tego artykułu.

Odbudowa państwa w 1918

Kształtowanie się granic II Rzeczypospolitej – koniec I wojny światowej w 1918 r. przyniósł odbudowę państwa polskiego, którego istnienie przerwał III rozbiór Polski w 1795 r. Formowanie terytorium państwa polskiego rozpoczęte pod koniec 1918 r. trwało do 1922 r. i w takim kształcie przetrwało do wybuchu II wojny światowej 1 września 1939 r.

## Kontekst międzynarodowy
Zasadniczy los Polski zależał od sytuacji międzynarodowej oraz decyzji zwycięskich mocarstw. Zgodnie popierały konieczność istnienia niepodległego państwa polskiego, tym bardziej że mogłoby ono stanowić barierę odgradzającą Europę Zachodnią od niebezpieczeństwa komunizmu. Kwestia granic natomiast stanowiła drugi plan i pozostawała bliżej nieokreślona. Pierwsze decyzje w sprawie przyszłego kształtu Polski zapadły podczas konferencji pokojowej w 1919 r. w Wersalu pod Paryżem, gdzie zebrali się przywódcy 27 państw, które walczyły i zwyciężyły w wojnie, by ustalić zasady trwałego pokoju i określić losy państw pokonanych. Główną rolę na konferencji odgrywali przywódcy trzech państw, tzw. gruba trójka. Byli to premierzy: Francji Georges Clemenceau i Wielkiej Brytanii Lloyd George oraz prezydent Stanów Zjednoczonych Woodrow Wilson. 28 czerwca 1919 podpisano traktat pokojowy z Niemcami, który jednocześnie ustalał polską granicę zachodnią. Niemcy utraciły na rzecz Polski prawie całą Wielkopolskę, która nie czekając na postanowienia traktatu sama wywalczyła swe wyzwolenie spod zaboru (zobacz powstanie wielkopolskie). Polsce przyznano też pas Pomorza wzdłuż Wisły jednak bez Gdańska, który otrzymał status wolnego miasta i pozostawał pod zarządem Komisarza Ligi Narodów. Natomiast na Górnym Śląsku, Warmii, Mazurach i Powiślu miały odbyć się plebiscyty.

## Dawny zabór pruski

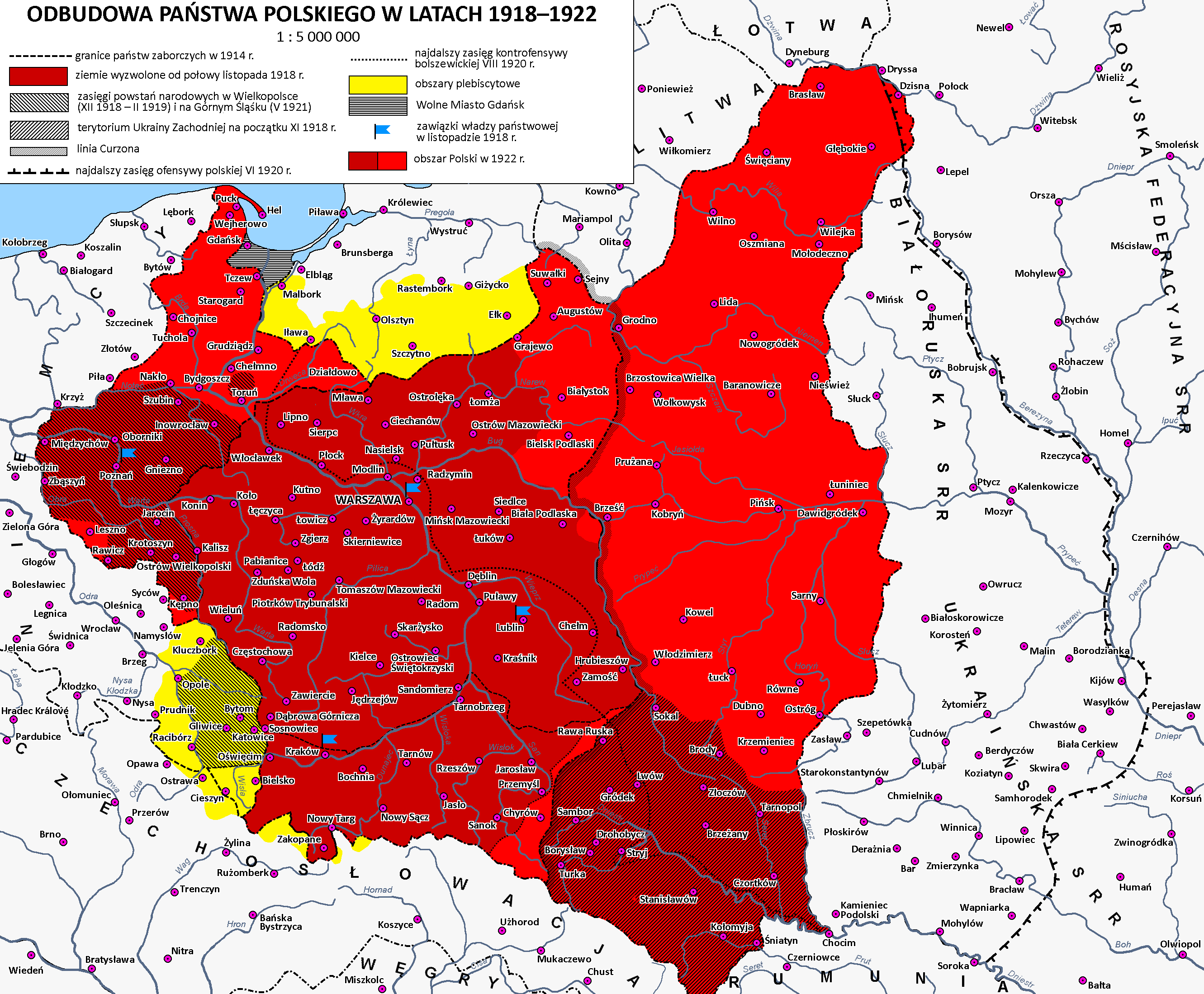
Odbudowa państwa polskiego w latach 1918–1922

Aby zapewnić Polsce dostęp do morza, zwycięskie mocarstwa przyznały jej większość Prus Zachodnich. Przyłączenie do kraju Wielkopolski poprzedzone było krwawym powstaniem.
Na terenie Pomorza przebieg granicy w wielu miejscach był niekorzystny dla miejscowej ludności. W wyniku protestów, żądań, i przedłożonych przez Kaszubów dokumentów, Komisja aliancka wprowadziła w kilku miejscach korektę granic na korzyść Polski. Miało to miejsce w Gochach w dawnym powiecie człuchowskim (tzw. Wojna palikowa),  w pow. kościerskim nad Jeziorem Wieckim i wejherowsko-puckim nad Jeziorem Żarnowieckim, gdzie jeziora te i leżące po ich zachodniej stronie miejscowości Duży Jabłuszek i Nadole - przyłączone zostały do Polski.

## Plebiscyt na Warmii, Mazurach i Powiślu
Warunki tuż przed głosowaniem mającym zadecydować o przynależności terenów Warmii, Mazur i Powiśla były trudne. Armia Czerwona zbliżała się do granicy Prus Wschodnich, co rodziło w ludności poczucie nadchodzącego końca niepodległości Polski. Negatywny wpływ na sprawy polskie miało także długotrwałe panowanie na tym terenie Niemców, stosowanie przez nich terroru i prowadzoną propagandą niemiecką. 11 lipca 1920 odbył się plebiscyt, który skończył się dla Polski klęską. Tylko 3% ludności opowiedziało się za włączeniem do Polski, w związku z czym przyznano jej tylko osiem gmin. Do takiego wyniku plebiscytu w jakiejś mierze przyczyniła się manipulacja. Polegała ona na tym, że głosujący musieli wybierać między kartkami z napisem „Polska – Polen” i „Prusy Wschodnie – Ostpreussen”. Większość więc wybrała to co znane – Prusy Wschodnie.

## Górny Śląsk
Sytuacja na Śląsku przedstawiała się nieco inaczej. Pogłębiała się polska świadomość narodowa, rosła liczba działaczy na rzecz polskości. Społeczeństwo polskie na Górnym Śląsku było rozczarowane decyzją paryskiej konferencji pokojowej w sprawie zarządzenia plebiscytu na tym terenie.

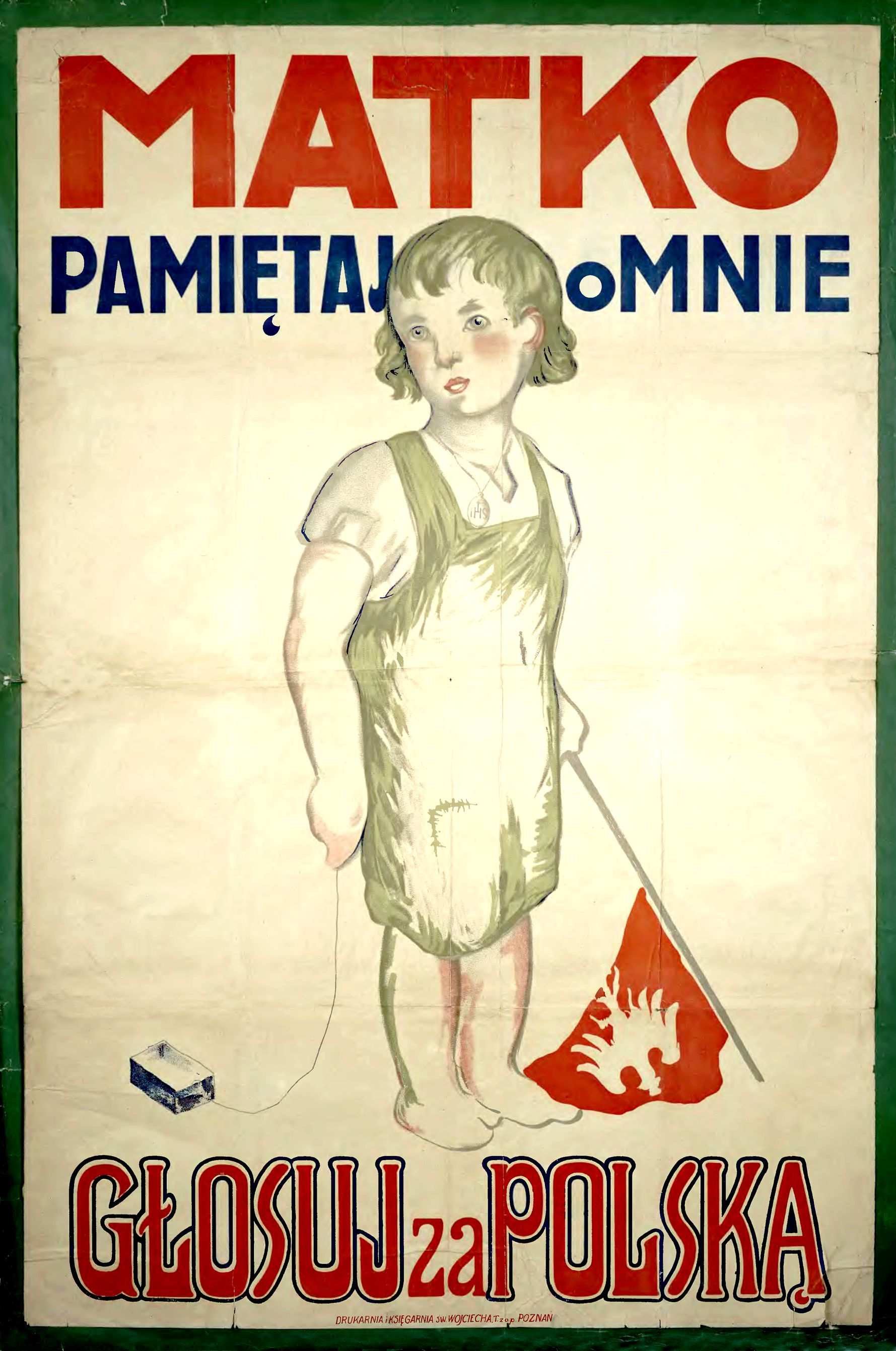
Polski plakat plebiscytowy

Spodziewano się, że zapadnie decyzja o inkorporacji Górnego Śląska do Polski. Tymczasem sytuacja na Górnym Śląsku przedstawiała się coraz gorzej. Wzmógł się terror niemiecki wobec ludności polskiej, przeprowadzano rekwizycje, rewizje i aresztowania, rozbijano polskie wiece i zebrania, utrudniano życie polskich organizacji, hamowano działalność towarzystw kulturalno-oświatowych. Wszystko to jeszcze bardziej wzmagało opór ludności polskiej, która coraz częściej myślała o zbrojnym przeciwstawieniu się narastającemu terrorowi. Przełomowym momentem stał się strajk robotniczy w dniach 11–15 sierpnia 1919 oraz masakra robotników, głównie narodowości polskiej, dokonana w Mysłowicach przez niemiecki Grenzschutz 15 sierpnia. Wydarzenia te stały się bezpośrednią przyczyną I powstania śląskiego, które wybuchło w nocy z 16 na 17 sierpnia 1919. Zostało szybko stłumione przez Niemców. Jednak niepowodzenie nie odebrało polskim Górnoślązakom wiary w możliwość i celowość dalszych walk o przyłączenie Śląska do Polski.
W toku przygotowań plebiscytowych rósł niemiecki terror. Utrudniano rozwój polskiej akcji plebiscytowej, propagandowej i organizacyjnej, a z rąk niemieckich bojówek zaczęli ginąć działacze polscy (czasem ginęli również działacze niemieccy, zamordowani przez Polaków). W wyniku rosnącego napięcia wybuchło II powstanie śląskie, którego skutkiem stała się decyzja Komisji Międzysojuszniczej o powołaniu wspólnej polsko-niemieckiej policji podległej Komisji oraz wydała zarządzenie o zaprzestaniu terroru. Polakom udało się osiągnąć zamierzony cel, jakim była samoobrona ludności polskiej. Siła i zasięg powstania zaskoczyła zarówno Niemców, jak i Sprzymierzonych. Nie miało też ono specjalnego poparcia międzynarodowego. Włosi, jak i hierarchia kościoła katolickiego opowiadały się za Niemcami, podczas gdy Francuzi zachowali neutralność.
20 marca 1921 odbył się zapowiadany plebiscyt na Górnym Śląsku. Wzięło w nim udział 1191 tys. osób, z czego za połączeniem z Polską opowiedziało się 479 tys., a pozostaniem w granicach Niemiec – 708 tys. Tak duża przewaga Niemców wynikała z dopuszczenia do głosowania ludzi urodzonych na Śląsku, niezależnie od miejsca zamieszkania (na wniosek Polski). Z Niemiec przybyło blisko 180 tys., a z Polski zaledwie 10 tys. emigrantów. Rząd angielski wysunął wówczas propozycję, aby Polsce przyznać jedynie powiaty: rybnicki, pszczyński i część katowickiego i tarnogórskiego, a cały Górnośląski Okręg Przemysłowy pozostawić Niemcom.
Odpowiedzią na niekorzystne dla Polski projekty podziału był strajk generalny na Śląsku, a następnie wybuch III powstania śląskiego w nocy z 2 na 3 maja 1921. Po krwawych walkach na linii Odry i o Górę świętej Anny, mimo przewagi regularnych wojsk niemieckich powstańcy zdołali utrzymać swe pozycje na przedpolu Śląskiego Okręgu Przemysłowego. Od 5 do 25 czerwca trwały rozmowy, które zdołały doprowadzić do zawieszenia broni 28 czerwca 1921. 12 października 1921 Liga Narodów odrzuciła wniosek angielsko-niemiecki pozostawienia Górnego Śląska przy Niemczech i poleciła dokonać podziału tego regionu. Decyzją Rady Ambasadorów przyznano Polsce 29% terytorium plebiscytowego, który obejmował powiaty: katowicki, lubliniecki, pszczyński, rybnicki, świętochłowicki, i tarnogórski. Na tym obszarze znajdowała się większa część przemysłu górnośląskiego, który miał ogromne znaczenie gospodarcze. 15 maja 1922 podpisano w Genewie polsko-niemieckie porozumienie regulujące podział Górnego Śląska.

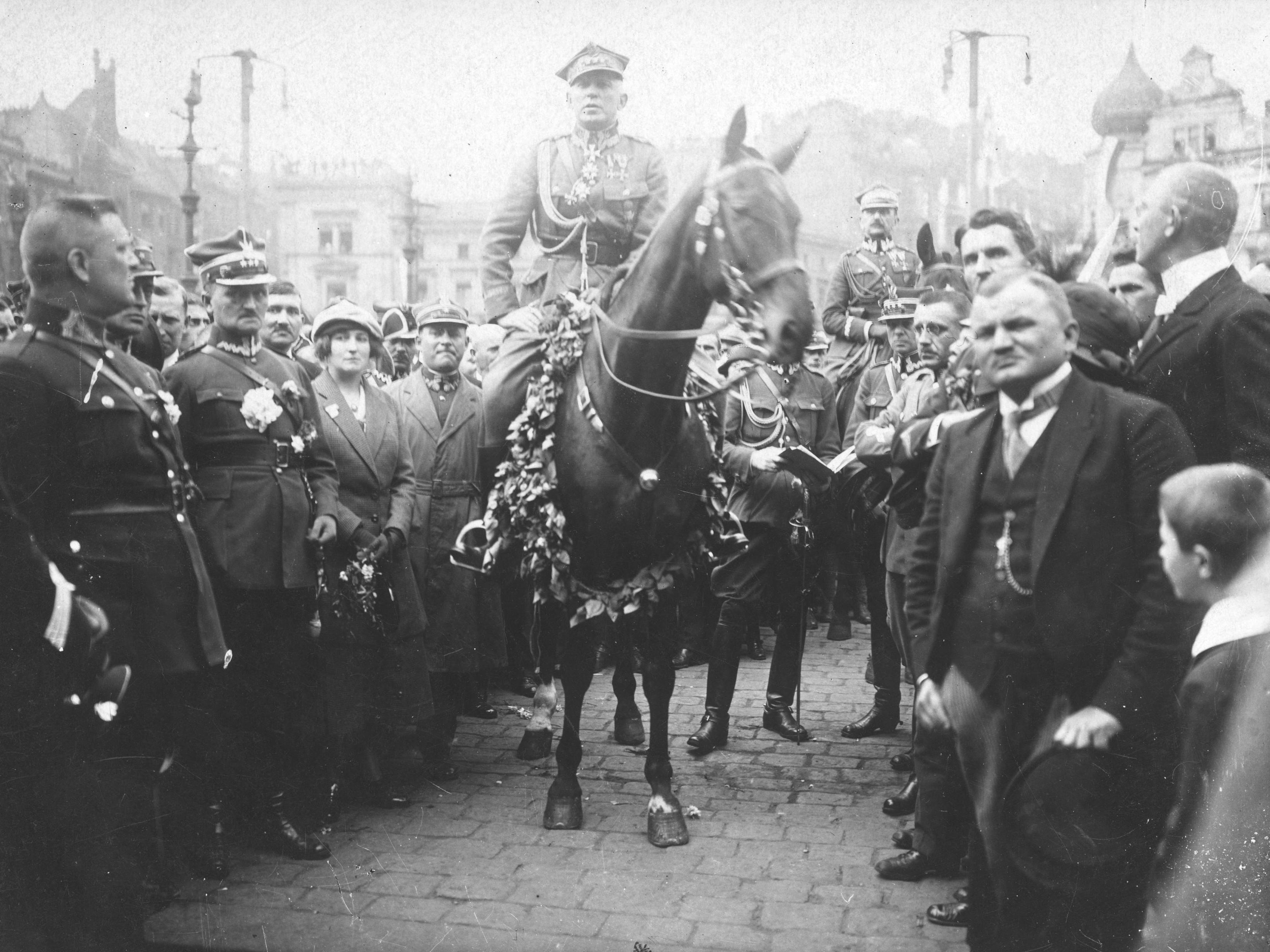
Wojsko polskie na czele z gen. Stanisławem Szeptyckim wkracza do Katowic, 22 czerwca 1922

Po wydaniu decyzji dotyczącej podziału Górnego Śląska polskie stronnictwa polityczne i organizacje zawodowe utworzyły Naczelną Radę Ludową z Józefem Rymerem na czele. Na czele analogicznego organu niemieckiego – Wydziału Niemieckiego – stanął Hans Lukaschek. Rozpoczęła się ewakuacja wojsk Komisji Międzysojuszniczej, podczas której bojówki niemieckie rozpoczęły gwałtowną akcję terrorystyczną, w wyniku której zginął m.in. oficer francuski.
20 czerwca wojska polskie przekroczyły granicę koło Szopienic i wkroczyły na Śląsk. W lipcu 1922 Polska przejęła ostatecznie administrację na przyznanym jej obszarze, który zgodnie z obietnicą zachował pewną autonomię – miał swój sejm lokalny. Pierwszym wojewodą śląskim został Józef Rymer. 16 lipca 1922 roku podpisano w Katowicach dokument upamiętniający przejęcie części Śląska przez Rzeczpospolitą.
W tym czasie na terenach przyznanych Niemcom rozpoczął się odwet na tych Ślązakach, którzy w okresie plebiscytowym działali na rzecz Polski. Zabraniano rozmawiać po polsku w lokalach publicznych, znieważając tych, którzy zakazu tego nie przestrzegali. Bojkotowano działaczy polskich, wprowadzano ograniczenia w działalności polskich organizacji.

## Śląsk Cieszyński
Na południu Polski trwał spór z Czechosłowacją o Śląsk Cieszyński oddziałujący przez wiele lat na atmosferę wzajemnych stosunków politycznych. 5 listopada 1918 w wyniku uzgodnień lokalnych rad: polskiej Rady Narodowej Księstwa Cieszyńskiego i czeskiej Krajowej Rady Narodowej dla Śląska teren Śląska Cieszyńskiego został podzielony według kryterium etnicznego.
Ustaleń tych nie uznały władze czeskie w Pradze i zażądały wycofania oddziałów polskich, aby uniemożliwić przeprowadzenie w polskiej strefie wyborów do sejmu. Wobec odmowy 26 stycznia 1919 roku wojska czeskie korzystając z zaangażowania Polski w walki z bolszewicką Rosją, zajęły wschodnią cześć Śląska Cieszyńskiego do rzeki Olzy. Nastąpiło to za aprobatą państw sprzymierzonych, które poparły czeską akcję. Na terenach Śląska Cieszyńskiego, a także Orawy i Spiszu miał się odbyć plebiscyt. Sprzeciw Czechów obawiających się przegranej, a także niekorzystna w tym momencie sytuacja Polski w wojnie z bolszewikami przyczyniły się do zmiany decyzji co do losów spornych terenów.
Na podstawie postanowień konferencji w Spa w dniach 5–16 lipca 1920, Rada Ambasadorów państw Ententy 28 lipca podjęła decyzję o zaniechaniu plebiscytu i arbitralnym podziale tego regionu. Mocarstwa koalicji przyznały Czechosłowacji większość spornych obszarów Śląska Cieszyńskiego, tzw. Zaolzia, Spiszu i Orawy. Szczególnie dotkliwa dla Polski była utrata Zaolzia ze względu na liczebną ludność polską, istniejące tam bogactwa naturalne i zakłady przemysłowe. Po czeskiej stronie granicy pozostało ok. 120 tysięcy Polaków.

## Granica wschodnia
Kwestię granicy wschodniej Polski nie rozstrzygnięto podczas konferencji wersalskiej i pozostała ona otwarta. W poglądach polityków polskich ścierały się jej dwie koncepcje. Józef Piłsudski skłaniał się do idei federacyjnej. Zakładała ona utworzenie niepodległej Białorusi, Litwy i Ukrainy. Państwa te miały stworzyć federację (konfederację) z Polską i stanowić swego rodzaju mur przed Rosją. Inną koncepcję przedstawiał Roman Dmowski. Głosił on program inkorporacji, czyli włączenia do Polski tych dzisiejszych ziem litewskich, białoruskich i ukraińskich, na których Polacy stanowili większość lub znaczny odsetek ludności. Koncepcja inkorporacyjna zakładała, że Polska ma być państwem narodowym – mniejszości narodowe winny stanowić taką mniejszość, by można je było spolonizować.
Od listopada 1918 na południowym wschodzie trwała wojna pomiędzy Polską a Zachodnioukraińską Republiką Ludową o Lwów (w walkach o miasto szczególnie wsławiła się polska młodzież, nazwana Orlętami Lwowskimi) i o Galicję Wschodnią. Walki toczyły się ze zmiennym powodzeniem. O zwycięstwie Polaków ostatecznie zadecydowała sytuacja wojsk ukraińskich, które jednocześnie były atakowane z północnego wschodu przez bolszewików, oraz przybycie Armii Hallera. Polakom udało się do lipca 1919 wyprzeć armię ukraińską za rzekę Zbrucz, czyli za wschodnią granicę Galicji na tereny Ukraińskiej Republiki Ludowej, a we wrześniu 1919 podpisano rozejm.
Po wybuchu rewolucji w Rosji latem 1917 Naczpol zdecydował o powstaniu I Korpusu Polskiego pod dowództwem gen. Józefa Dowbora-Muśnickiego. Wiosną 1918 Dowborczycy toczyli zacięte boje z bolszewikami pod Bobrujskiem, a latem – po wkroczeniu Niemców – zostali otoczeni przez przeważające siły niemieckie i zmuszeni do kapitulacji. Żołnierze, po złożeniu broni, zostali odesłani do kraju, gdzie stanowili ważny element powstającego jesienią 1918 r. Wojska Polskiego.
Armia Czerwona od grudnia 1918 r., kiedy to wojska niemieckie zaczęły wycofywać się z byłych wschodnich ziem I RP (obecnie to Białoruś i Ukraina), rozpoczęła marsz na zachód zajmując stopniowo te tereny. Zamierzeniem polityki bolszewików było dążenie do wsparcia rewolucji w Niemczech i rozszerzenie jej na inne kraje europejskie. Powstanie niepodległej Polski stało się przeszkodą w rozszerzaniu rewolucji na Zachód.
W lutym 1919 roku doszło do pierwszych starć oddziałów polskich z Armią Czerwoną, które rozpoczęły wojnę polsko-bolszewicką. W połowie lutego 1919 r. Polskie siły Frontu Litewsko-Białoruskiego podjęły kontrofensywę przeciwko armii bolszewickiej i 19 kwietnia wkroczyły do Wilna, gdzie Józef Piłsudski wydał odezwę dając nadzieje samookreślenia politycznego tego obszaru. W lipcu 1919 miała miejsce konferencja pokojowa w Paryżu, na której Rada Najwyższa zatwierdziła granicę polsko-litewską według linii Focha (Niemen – Grodno – Wilno – Dyneburg) z Wilnem po stronie polskiej. Jednak Armia Czerwona odnosiła coraz większe sukcesy w swoim marszu na Zachód i w lipcu 1920 weszła na kolejne ziemie polskie. Wojsko dotarło wkrótce do Warszawy, gdzie 13 sierpnia rozpoczęła się decydująca Bitwa Warszawska. Polakom udało się obronić stolicę i do końca września wyprzeć wojska bolszewickie za Mińsk.
12 października 1920 r. delegacje polska i bolszewicka podpisały w Rydze umowy rozejmowe i podjęły rokowania pokojowe. 18 marca 1921 został ostatecznie podpisany traktat pokojowy między Polską a Rosyjską FSRR i Ukraińską SRR. Granica Polski na wschodzie została ustalona na linii Zbrucza i Dźwiny obejmując po stronie polskiej ziemie na wschód od Bugu, należące przed 1914 r. do Rosji: zachodnią część Wołynia i Polesia z Brześciem, Pińskiem i Łuckiem, gubernie: grodzieńską oraz wileńską wraz z zachodnią częścią Mińszczyzny (Nieśwież). Rosyjska FSRR i Ukraińska SRR uznały również polskie prawa do Galicji Wschodniej. Traktat ryski przez przeciwników został okrzyknięty „czwartym rozbiorem Polski”, gdyż pozostawiał poza granicami RP dużą część terytoriów przedrozbiorowych.
W październiku 1920 roku Józef Piłsudski upozorował bunt gen. Lucjana Żeligowskiego, który zajął Wilno i okolice, a następnie ogłosił powstanie teoretycznie niepodległego państwa – tzw. Litwy Środkowej. Ponieważ negocjacje z Litwą zakończyły się niepowodzeniem, gdyż rząd litewski odmawiał zrzeczenia się praw do Wilna, przeprowadzone zostały wybory do sejmu Litwy Środkowej. W 1922 roku sejm ten podjął uchwałę o włączeniu Wileńszczyzny z Wilnem do Polski. Niepodległa Litwa nie uznała aktu inkorporacji i proklamowała stan wojny z Polską, który trwał do 1938 roku.
Przebieg wschodniej granicy II RP został zatwierdzony przez Radę Ambasadorów 15 marca 1923.